# د. بيتر فوربس
د. بيتر فوربس هو سياسي كندي، ولد في 1940 في كندا. انتخب عضو الجمعية التشريعية لنيو برونزويك ‏.